# Тохаристан

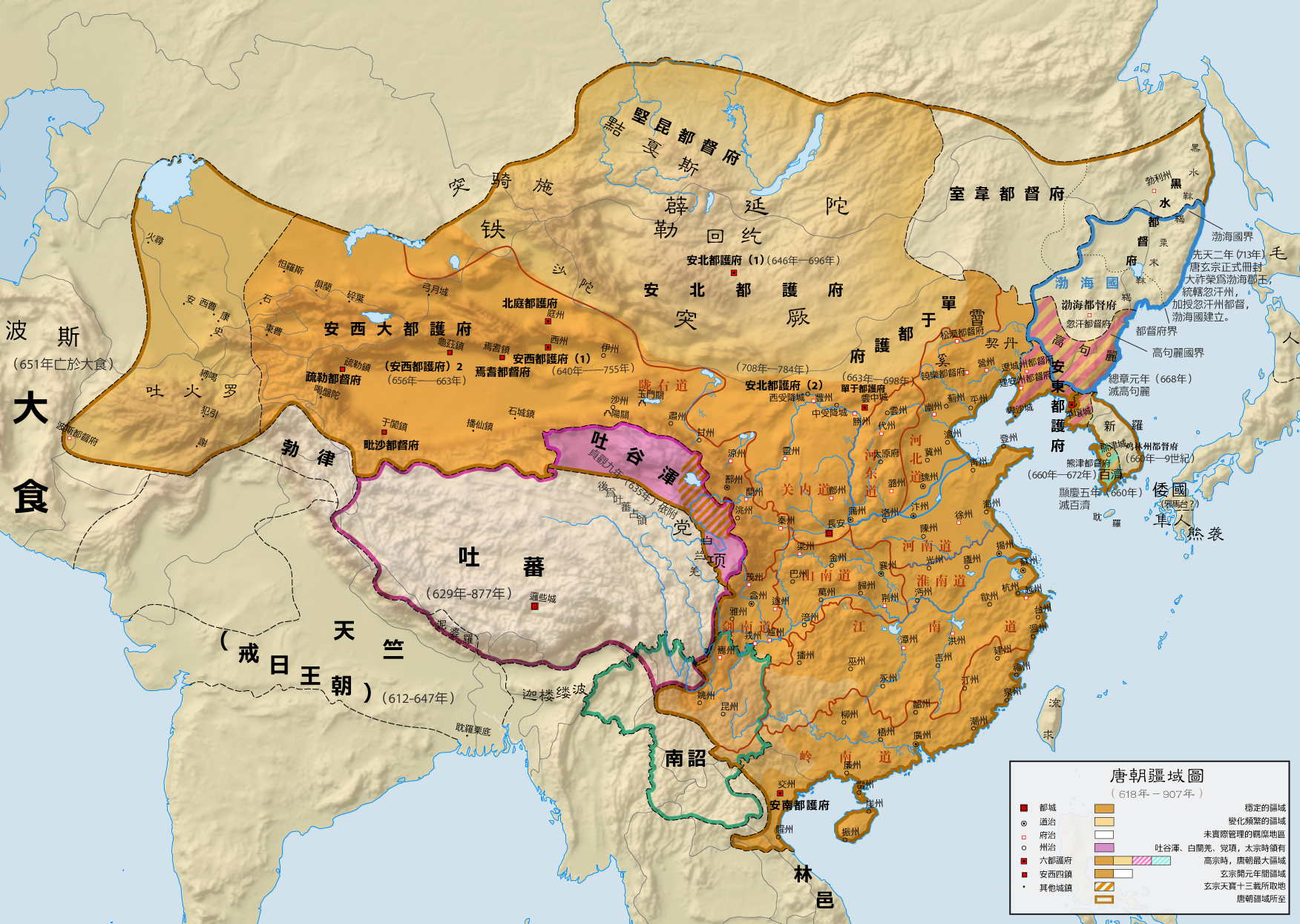
Карта династии Тан с её западными территориями, на которой изображен Тохаристан (吐火罗) в районе Бактрии, на крайнем западе территорий, контролируемых Китаем.

Тохариста́н — название историко-культурной области которая появилась в 383 году. Территории  края включала в себя южную часть Таджикистана, южную часть Узбекистана и северную часть Афганистана, по некоторым данным страна имела всего 27 владений. Термин появился в IV веке и заменил собой термин «Бактрия». С юга Тохаристан ограничен хребтами Гиндукуша, с севера — отрогами Тянь-Шаня (Гиссарским хребтом), на востоке он упирается в вершины Памира, а на западе открывается в пустыни Средней Азии и Ирана.
Своё название Тохаристан получил от иранского племени тоха́ров (юэчжи́) (не путать с т. н. псевдото́харами), которые во II веке до н. э. захватили Греко-Бактрийское царство. В период с IX по XIII века персидские и арабские авторы использовали термин «Тохаристан». В китайской историографии Тохаристан называли «Духоло» или «Тухуло».

## География
Тохаристан граничил на севере Гиссарским хребтом, на юге Гиндукушем, на западе реками Герируд и Мургаб, на востоке Памиром.
После падения Кушанского царства, Тохаристан распался на ряд отдельных владений. По словам китайского паломника Сюаньцзана, в начале VII века, Тохаристан состоял из 27 отдельных от друг друга владений.
Согласно Якуту, существовало два Тохаристана: верхний и нижний. По историческим данным, верхний Тохаристан находился восточнее Балха и южнее Амударьи и к нему причислялись высоко расположенные области по обоим берегам верхнего течения Амударьи — как Бадашан, так и Шугнан, а нижний Тохаристан находился западнее Амударьи, только дальше на восток, чем нижний.
Границы Тохаристана в узком смысле точнее всего указаны у Истахри. Это было страна восточнее Балха, западнее Бадахшана, южнее Амударьи и севернее главного хребта Гиндукуша.

## История
В I—IV веках бывший Тохаристан входил в состав Кушанского царства, являясь главной его частью. При кушанах на территорию Тохаристана приходит буддизм, а также манихейство. Культура Тохаристана в это времени складывалась в условиях разнородного этнического состава населения: оседлого, полукочевого и кочевого. К этому времени относится строительство парадиза — царского охотничьего парка — в Южной части современного Таджикистана. После гибели Кушанского царства Тохаристан распался на ряд отдельных владений.
В начале VII века на территории Тохаристана существовало 27 отдельных княжеств.
На рубеже V—VI веках Тохаристанские княжества подчинялись эфталитам. А в VII веке весь Тохаристан был завоёван тюрками. В одном из регионов Тохаристана правили Тюркские шахи и династия Ябгу Тохаристана, а наиболее могущественным владением был Кутт Тань.
В первой половине VIII века Тохаристан был завоеван арабами. Позднее он входил в состав государств Тахиридов (IX век), Саффаридов (IX век), Саманидов (IX—X вв.) и Гуридов (XII — начало XIII вв.). В начале XIII века Тохаристан подвергся монголо-татарскому нашествию.
С XVI века до середины XIX века бывшие северные земли Тохаристана были во владениях узбекских ханств Мавераннахра и Южного Туркестана, а южные во владениях Империи Великих Моголов, Ирана и Афганистана.
Самыми крупными городами в Тохаристане в X веке считались Талукан, Варвализ и Андараб. По сравнению Талукан был три раза меньше Балха. По монетным данным можно увидеть что в Андарабе в это время правила особая династия, находившая в вассальной зависимости от Саманидов. В военном и торговом отношениях наибольшее значение имел город Хульм, развалины которого находятся несколько севернее от нынешнего Хульма или Ташкургана.
К концу XIX века Тохаристан был поделен на зоны влияния между Российской империей и Великобританией. После гражданской войны бывшую зону влияния Российской империи заняли Бухарская Народная Советская Республика и Туркестанская Автономная Социалистическая Советская Республика (часть РСФСР). В процессе Национально-территориального размежевания в 1924 году северная часть Тохаристана была поделена между Узбекской ССР и Таджикской АССР в её составе, последняя в 1932 году стала Таджикской ССР. В процессе распада СССР на данной территории образовались независимые республики — Узбекистан и Таджикистан.

## Правители
Тохаристан (ок. 180—500)
- ок. 180—400 кушанская династия.
- Кидара (Цидоло) (ок. 412 — 37).
- Потомки Кидары (кидариты) правили до ок. 500[7].

## Галерея

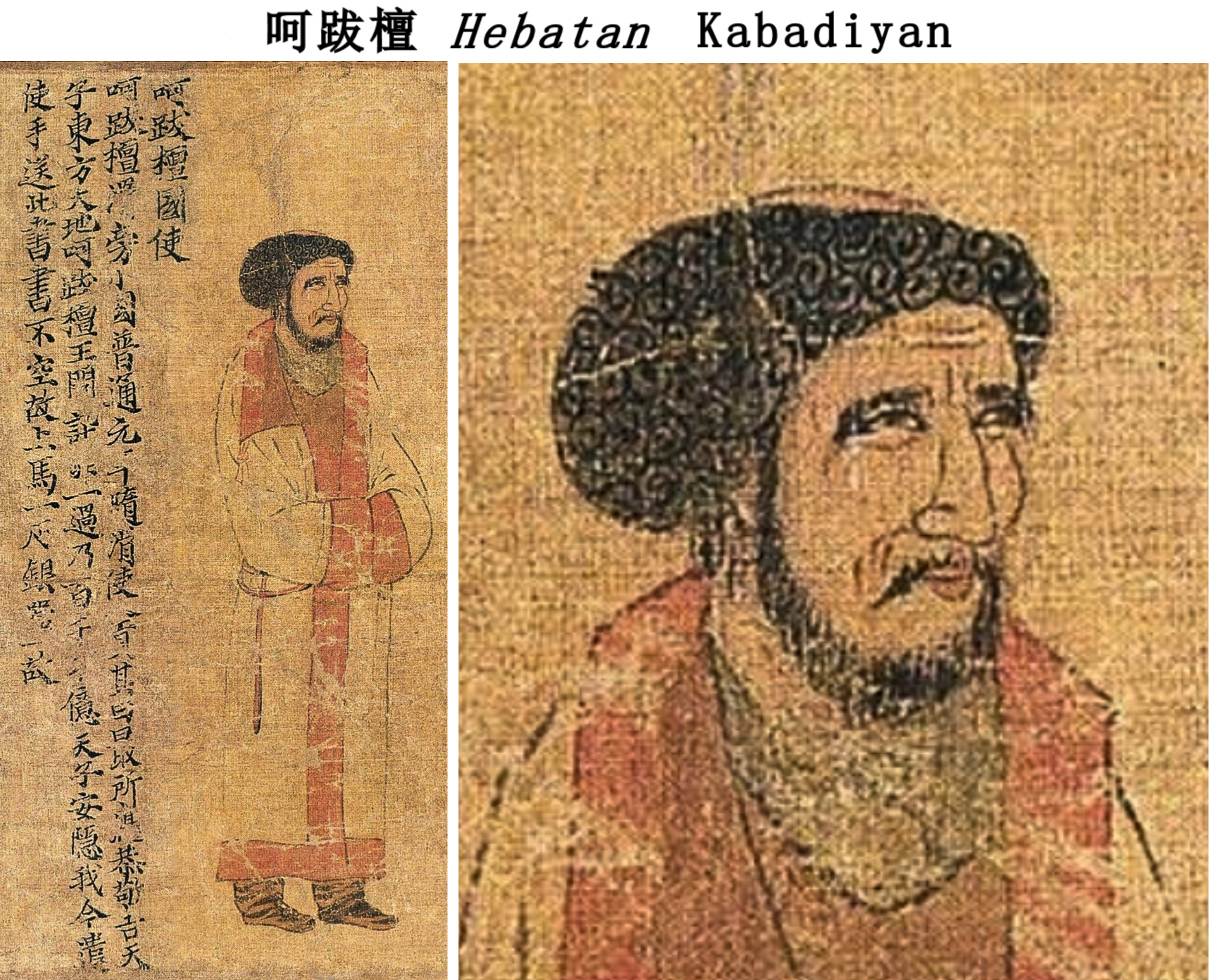
Посол Кубадияна при китайском дворе императора Юань Ляна в его столице Цзинчжоу в 516–520 гг. н. э., с пояснительным текстом. Портреты периодических подношений Ляна, Сунская копия XI века. Посол сопровождал эфталитов в Китай.
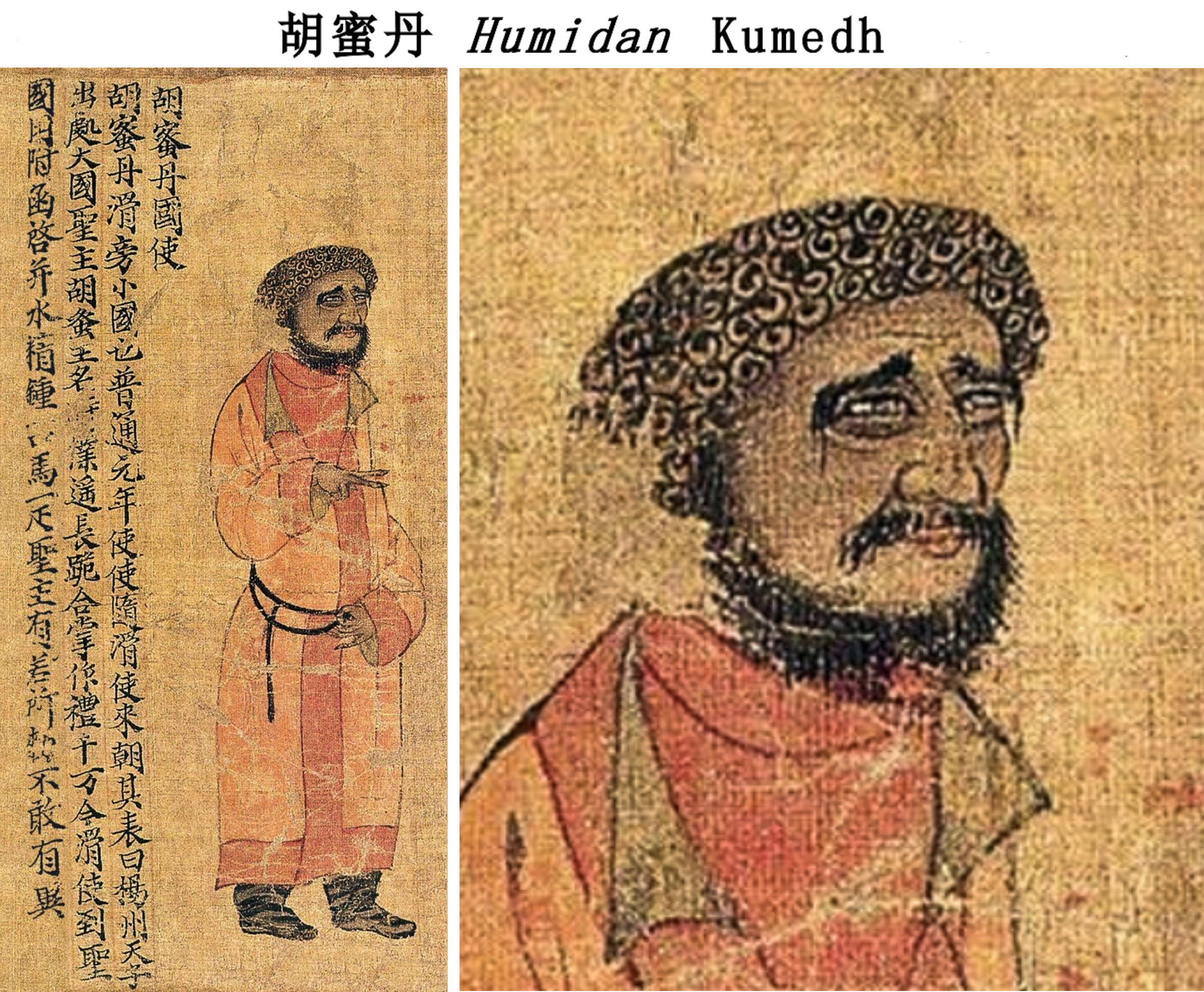
Посол Кумеда при китайском дворе императора Юаня Ляна в его столице Цзинчжоу в 516–520 гг. н. э. с пояснительным текстом. Портреты периодических подношений Ляна, Сунская копия XI века.
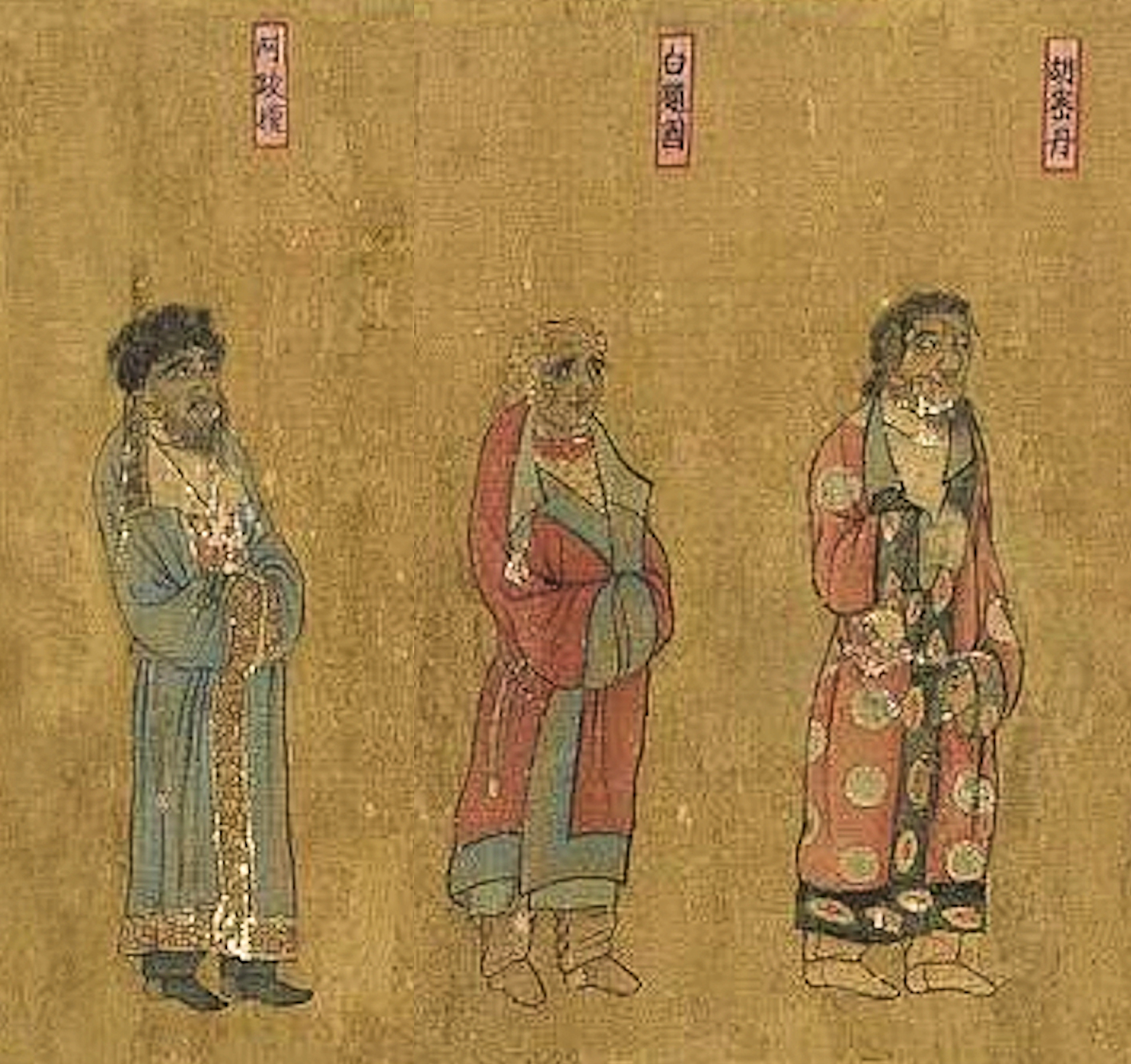
Послы из Кубадияна (阿跋檀), Балха (白題國) и Кумедха (胡密丹), посещают двор династии Тан. Собрание королей (王会图), ок. 650 г. н. э.